# 李嘉耀 (籃球運動員)
李嘉耀（英語：Dale Li Ka Yiu，1978年11月12日—），生於香港，已退役香港籃球運動員，司職大前鋒，現時擔任香港甲一組籃球聯賽球隊南華主教練。2018年加入香港體育播放平台體通天下當廣東話評述員。

## 籃球生涯
李嘉耀生於香港，於中三開始接觸籃球，以差不多200磅的身型跟著哥哥落街場打籃球，再慢慢培養成為興趣。他於1996年畢業於循道衞理聯合教會李惠利中學中五年級，到1997年的NIKE LEAGUE聯賽奪得籃板王，到2007年加盟班霸南華又被冠以籃板王美譽，在1999年至2006年期間為香港籃球代表隊主力球員，期間在2013年於季後賽四強對永倫中，於最後射入罰球奠勝協助南華由落後10多分至最後反勝3分晉級總決賽，到2015年球季尾南華於季後總決賽不敵永倫後，宣佈退役，而他在球季完結更獲南華於慶功宴中贈送金牌，正式結束19年的甲一球員生涯。

## 教練生涯
而李嘉耀退役後，選擇擔任學校的籃球隊教練和南華助理教練，直到2018年球季隨着南華主教練朱耀明獲榮升為球隊總監兼南青教練後，由李嘉耀接替主教練一職，並在季前的籃總盃帶領南華擊敗永倫奪得執教後的首個錦標。

## 球場以外
李嘉耀的籃球偶像正是芝加哥公牛皇朝的球員，因為他與同樣不是得分主力但卻做盡苦功擁有永不放棄的精神，而這驅使李嘉耀一直都選擇穿着10號球衣可是，到2007年加盟南華時由於10號球衣早已名花有主，由著名球員胡國鋒所擁有，使李嘉耀跟偶像一樣轉穿91號球衣。

## 外部連結
- 李嘉耀在Eurobasket.com（球員）（英语）